# Међународни сајам књиге Бања Лука
Међународни сајам књиге Бања Лука је продајни сајам књига на коме се окупљају издавачи из југоисточне Европе, односно са простора бише Југославије. Његова основна функција је пружање могућности издавачима, књижарима, библиотекарима и продавачима књига да успоставе везе, склопе уговоре и остале облике пословне сарадње. Важан задатак сајма књига је да представи цјелокупно годишње књижевно издаваштво Републике Српске, и да га презентује страним сарадницима.

## Сајам књиге Бања Лука
Сајам књиге, школског прибора и канцеларијске опреме се традиционално одржава у халама Бањалучког велесајма. Организатор сајма је Глас српски, издавачко предузеће Гласа Српске, у сарадњи са Министарством просвјете и културе Републике Српске, односно Владом Републике Српске као генералним покровитељем сајма. Сајам се традиционално одржава у спетембру. На сајму се одржавају књижевне вечери и промиције нових издања књига.

## Историја
Први Сајам књиге Бања Лука је одржан 1996. године. Године 2009. су одржана два сајма књиге, један у априлу, и други у спептембру 2009. године. У септембру 2011. је одржан 16. сајам књиге.